# Kevin Patrik Chilton
Kevin Patrik Chilton (* 3. listopadu 1954 v Los Angeles, stát Kalifornie, USA), vojenský pilot, důstojník a americký kosmonaut. Ve vesmíru byl třikrát.

## Život

### Studium a zaměstnání
V roce 1972 zdárně ukončil střední školu St. Bernard High School ve městě Playa del Ray a pak pokračoval dalším studiem na United States Air Force Academy. Po skončení studia na vojenské akademii pokračoval ve studiu roku 1976 na Columbia University, dále pak na jiných, vojenských školách. Zůstal pak u armády, působil zde jako letec na různých základnách USA a Japonska.
V letech 1987 až 1988 absolvoval výcvik u NASA, od roku 1988 byl zařazen do jednotky kosmonautů. Zůstal v ní 10 let, pak se vrátil do armády v různých velitelských funkcích.
Oženil se, s manželkou Cathy, rozenou Dreyerovou, má tři dcery.
Má přezdívku Chilli.

### Lety do vesmíru
Na oběžnou dráhu se v raketoplánech dostal třikrát a strávil ve vesmíru 29 dní, 8 hodin a 22 minut. Byl 270 člověkem ve vesmíru.
- STS-49 Endeavour (7. května 1992 – 16. května 1992), pilot
- STS-59 Endeavour (9. dubna 1994 – 20. dubna 1994), pilot
- STS-76 Atlantis (22. března 1996 – 31. března 1996), velitel